# Karima Delli
Karima Delli (Roubaix, 4 marzo 1979) è una politica francese.
Membro del partito ecologista Europa Ecologia I Verdi, è europarlamentare dal 2009 al 2024 e presidente della commissione per i trasporti e il turismo del Parlamento europeo dal 2017 al 2024.

## Biografia
Nata a Roubaix nel 1979 da genitori algerini, è la nona di 13 fratelli. Si è laureata in scienze politiche alla Sciences Po Lille e successivamente è stata assistente della senatrice dei Verdi Marie-Christine Blandin.
Nel 2009 si candida alle elezioni europee nelle liste di Europa Ecologia I Verdi e viene eletta eurodeputata. Viene rieletta nel 2014 e nella nuova legislatura è vicepresidente della commissione d'inchiesta sul Dieselgate.
Nel 2018 viene ferita dalla polizia con dei gas lacrimogeni nel corso di una manifestazione di protesta contro la realizzazione dell'autostrada GCO (grand contournement ouest) di Strasburgo.
Rieletta eurodeputata nel 2019, viene nominata presidente della Commissione per i trasporti e il turismo del Parlamento europeo. 
Alla fine del 2019 è stata oggetto di una disputa con l'eurodeputato bulgaro Angel Dzhambazki che aveva tirato in ballo le sue origini algerine criticando un accordo sui diritti dei camionisti parte del "mobility package", di cui Delli era stata una delle principali negoziatrici. Delli aveva descritto i commenti di Dzhambazki come xenofobi e razzisti, chiedendo che fosse sanzionato in una lettera ufficiale al Presidente del Parlamento europeo David Sassoli.